# 鼎山长江大桥
鼎山长江大桥，位于中国重庆市，连接江津区鼎山街道和九龙坡区西彭镇，是一座跨越长江的双塔双索面钢桁梁斜拉桥。桥梁全长2,047米，主跨464米，分上下两层，上层为双向六车道一级公路，设计行车速度80公里/小时，下层预留重庆轨道交通线路通道。大桥于2009年10月24日正式开工，2013年6月24日建成通车。

## 命名
大桥原名“粉房湾长江大桥”、“江津迎宾长江大桥”，当地政府通过向社会广泛征集名称后，于2013年4月决定将该桥正式命名为“鼎山长江大桥”。

## 设计
大桥主桥为主跨216.5+464+216.5米双塔双索面斜拉桥，主桥长897米；主梁为钢桁梁，采用桁架和正交异性桥面板组合体系；引桥采用不等跨预应力砼连续箱梁桥；引桥采用公、轨共用桥墩，全桥共长2,047米。全线预留轨道交通实施条件。
大桥主塔塔身为超高曲线线形，采用劲性骨架加劲，全高188.3米。

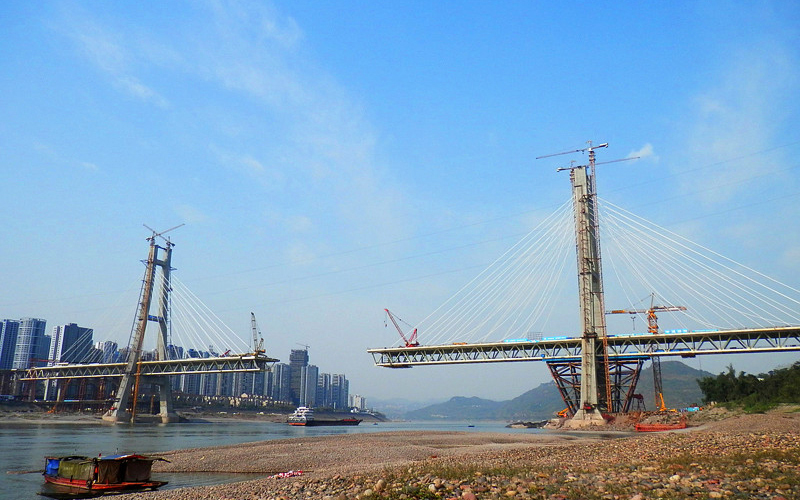
正在建设中的鼎山长江大桥